# Vladlen Jurčenko
Vladlen Jurijovyč Jurčenko (in ucraino Владлен Юрійович Юрченко?; traslitterato anche come Vladlen Yuriyovych Yurchenko; Mykolaïv, 22 gennaio 1994) è un calciatore ucraino, centrocampista del Metalist 1925.

## Carriera

### Club
Il 27 giugno 2014, il Bayer Leverkusen conferma la firma di Vladlen Yurchenko dallo Šachtar con un contratto di due anni e la possibilità per il club di estendere l'accordo. "Con Vladlen Yurchenko abbiamo acquistato un grande talento, sperando che farà passi avanti nel suo sviluppo qui", ha detto il direttore sportivo Rudi Völler. "Questo trasferimento si inserisce perfettamente nella nostra filosofia, ci piace dare ai giovani giocatori la possibilità di dimostrare se stessi ad un livello elevato." Il 24 settembre fa il suo esordio da subentrato contro l'Augusta.

### Nazionale
Ha giocato nelle nazionali giovanili ucraine Under-16, Under-17, Under-19 ed Under-21.